# Hylocharis sapphirina
Hylocharis sapphirina là một loài chim trong họ Trochilidae "Ngọc lục bảo", bộ Trochilini của phân họ Trochilinae. Nó được tìm thấy ở Bolivia, Brazil, Colombia, Ecuador, The Guianas, Peru, Venezuela và có thể ở  Argentina và Paraguay.

## Phân loại học
Hylocharis sapphirina được nhà tự nhiên học Đức Johann Friedrich Gmeli mô tả chính thức vào năm 1788 trong sách Systema Naturae phiên bản sửa đổi và mở rộng của Carl Linnaeus. Ông đã đặt nó với tất cả các loài chim ruồi khác trong chi Trochilus và đặt danh pháp là trochilus sapphirinus. Ông đã đưa nó vào loài địa phương của Guiana. Gmelin dựa trên mô tả về "Le Saphir" đã từng được nhà học giả Pháp Georges Louis Leclerc, Bá tước xứ Buffon mô tả vào năm 1779 và "Sapphir Humming-Bird" đã được nhà nghiên cứu John Latham mô tả vào năm 1781. Hylocharis sapphirina hiện được đặt chug vào hệ thống phân loại với Hylocharis chrysura trong chi Hylocharis ra mắt năm 1831 bởi nhà khoa học theo chủ nghĩa tự nhiên Đức Friedrich Boie. Tuy nhiên, trong quyển Cẩm nang về loài chim trên thế giới của BirdLife International, nó lại được xếp vào chi Amazilia với tên tiếng Anh là rufous-throated hummingbird.

## Mô tả
Hylocharis sapphirina dài 8,4 đến 9,1 cm (3,3 đến 3,6 in). Con đực nặng 4,1 đến 4,5 g (0,14 đến 0,16 oz) và con cái 3,9 đến 4,3 g (0,14 đến 0,15 oz). Con đực có mỏ màu đỏ, dài vừa phải, thẳng, màu san hô với đầu màu đen; Mỏ của con cái có màu đỏ nhạt hơn. Tên tiếng Anh của loài này bắt nguồn từ cái cằm có màu đỏ tươi của con đực; cằm của con cái nhạt hơn. Những con đực trưởng thành có phần lưng trên màu xanh đậm với phần lông đuôi trên màu đồng ánh tím. Cổ họng, ngực và bụng màu xanh tím óng ánh và phần lông dưới có màu hạt dẻ. Cặp lông đuôi trung tâm có màu đồng ánh tím và bốn cặp khác có màu xám sẫm và hạt dẻ. Con cái trưởng thành có phần trên giống màu của con đực. Phần dưới của chúng có màu xám với những đốm xanh xanh lấp lánh lớn trên cổ họng và ngực. Đuôi của con đực có phần lông bên cạnh nhạt hơn trên lông bên ngoài.

## Phân bổ và Môi trường sống
Hylocharis sapphirina sống ở ba phạm vi riêng biệt. Lớn nhất là từ phía đông Colombia qua phía đông Venezuela, Guianas và Bắc Brazil đến bờ biển, từ phía tây nam Colombia qua phía đông Ecuador vào phía bắc Peru và phía tây nam ở một vùng rộng kéo từ phía đông bắc Brazil vào phía đông bắc Bolivia. Một nhóm khác từ phía  Bang Bahia đông nam Brazil sang Bắc Paraná. Nhóm thứ ba bao gồm Đông Nam Paraguay, Đông Bắc Argentina và Tây Nam Brazil liền kề theo phân loại trong The Clements Checklist of Birds of the World. Ủy ban phân loại Nam Mỹ của Hiệp hội công bằng Mỹ liệt kê các loài này là giả thuyết ở Paraguay và Argentina vì các hồ sơ chưa được ghi lại bằng các bức ảnh hoặc bằng chứng hữu hình khác.

## Trạng thái
IUCN đã đánh giá Hylocharis sapphirina thuộc nhóm ít quan tâm, mặc dù quy mô và xu hướng dân số của chúng không được biết đến. Không có mối đe dọa nào được xác định. Loài này được coi là phổ biến trong hầu hết các phạm vi của nó và "chấp nhận môi trường sống nhân tạo như các đồn điền cà phê, nếu được bao quanh bởi môi trường sống tự nhiên, hoặc bán tự nhiên."